# Cambridge Greek Lexicon
Il Cambridge Greek Lexicon è un vocabolario di greco antico pubblicato da Cambridge University Press nell'aprile 2021. Inizialmente concepito nel 1997 dal classicista John Chadwick, il lessico è stato redatto da una squadra di ricercatori della facoltà di lettere classiche dell'università di Cambridge composta dal grecista James Diggle (caporedattore), Bruce Fraser, Patrick James, Oliver Simkin, Anne Thompson e Simon Westripp. Abbandonando l'approccio storico-linguistico predominante, presenta prima di tutto il significato della radice di ogni lemma e prosegue poi elencando gli usi più comuni. Questo vocabolario è inoltre degno di nota perché non ricorre a eufemismi nelle traduzioni.

## Sviluppo
Nel corso del XX secolo il principale vocabolario di greco antico in lingua inglese è stato A Greek–English Lexicon, comunemente noto come LSJ dalle iniziali degli autori (Henry Liddell, Robert Scott e Henry Stuart Jones). Pubblicato nel 1843 dall'Oxford University Press, il LSJ era un vocabolario d'ampi scopi e si proponeva di fornire un resoconto linguistico-storico della lingua greca. I lemmi contenevano vari passi non tradotti di autori greci per mostrare gli usi individuali delle parole mentre le approssimazioni inglesi erano impiegate raramente.
Nel 1997 il classicista John Chadwick sentì il bisogno di aggiornare il LSJ, che nel frattempo era sensibilmente invecchiato ma, ciononostante, rimaneva diffusamente utilizzato. Sebbene egli avesse inizialmente progettato di migliorare l'opera esistente, Chadwick e il comitato consultivo del progetto presto si resero conto che il LSJ era troppo obsoleto nella sua stessa forma e che avrebbero dovuto iniziare un'opera nuova. Una squadra condotta dal grecista di Cambridge James Diggle iniziò quindi a leggere buona parte della letteratura greca dall'epica omerica fino al II sec. d.C.. Il progetto avrebbe dovuto richiedere cinque anni di lavoro ma, alla fine, venne concluso dopo venticinque anni. Il vocabolario che ne risultò fu pubblicato come Cambridge Greek Lexicon il 22 aprile 2021 dalla Cambridge University Press.

## Metodologia e scopo
Il Cambridge Greek Lexicon inizia ogni lemma con il significato della radice della parola, differenziandosi dalla preferenza per la prima occorrenza nota della parola che invece presentava il LSJ. Prosegue quindi elencando gli usi più comuni. La nuova opera non mostra la tendenza del suo predecessore a impiegare eufemismi: dove il LSJ traduceva il verbo χέζω come "to ease oneself" ("liberarsi"), il Cambridge Greek Lexicon dà "to defecate" ("defecare") come significato primario. La prima edizione pubblicata nell'aprile 2021 constava di due volumi, contenenti 37 000 parole greche in 1500 pagine. Si avvale delle opere di 90 autori.

## Ricezione
Scrivendo per l'ente di beneficenza per l'istruzione Classics for All, il critico Colin Leach commentò che il Cambridge Greek Lexicon avrebbe difficilmente sostituito il LSJ, aggiungendo che il vocabolario era in ogni caso "un acquisto essenziale per ogni istituto didattico dove si insegna il greco antico". In una recensione per il The Spectator il classicista Peter Jones descrisse il lessico come "un risultato intellettuale e didattico trionfante" lodandone "la chiarezza e la precisione".